# 彼得·奧斯丁
彼得·奧斯丁（英語：Peter Austin，1921年7月18日—2014年1月1日）是英國啤酒製造商，他創立的靈伍德啤酒廠，並在英國等16個國家建立大約140座新釀酒廠。他同時也是獨立啤酒商協會共同創始人，並且擔任協會首任主席。